# Auguste Joseph Alphonse Gratry
Auguste Joseph Alphonse Gratry (Lille, 10 de marzo de 1805 – Montreux, 6 de febrero de 1872) fue un escritor, teólogo y filósofo francés. 
Ya estudiante de la École polytechnique de París, fue ordenado sacerdote en 1832. Fue profesor en el Seminario de Estrasburgo, después en el Colegio Stanislas de París en 1842; en 1847 fue nombrado capellán de la Escuela Normal Superior. En 1861 fue nombrado vicario general de la diócesis de Orléans y al año siguiente enseñó ética en la Sorbona de París. En 1867 fue nombrado miembro de la Academia francesa.
Junto al sacerdote de la parroquia de San Rocco, el abad Pétot, reconstituyó el Oratorio de l'Immaculée Conception (Inmaculada Concepción), una sociedad sacerdotal consagrada a la educación, del cual fue enviado por el obispo de Estrasburgo para su adhesión a la organización pacifista "Liga Internacional por la Paz".
Gratry fue uno de los principales opositores de la definición del dogma Infalibilidad pontificia, que expresó en varias cartas publicadas bajo el título de Monseigneur l'Evêque d'Orléans et Monseigneur l'Archevêque de Malines que fueron condenadas inclusive por el obispo de Estrasburgo. Gratry debía hacer un acto de sumisión a la autoridad del Concilio Vaticano I en 1871 y para evitar una ruptura definitiva con la Iglesia publicó una carta de disculpa por sus posiciones anteriores. A partir de entonces Gratry comenzó un período caracterizado por la soledad y la reflexión y se retiró a Montreux (Meurthe y Mosela), donde murió pocos meses después.

## Pensamiento
Según Gratry, debemos buscar la verdad con todas nuestras facultades – sentimiento, imaginación, amor, razón: saber cómo las cosas se conocen realmente en su relación con Dios, el hombre se valoriza sólo en su ascensión a Dios. Si en la determinación de los valores y de las relaciones entre las facultades humanas, Gratry privilegia al amor, por este Dios es conocido a través de la razón, con un proceso análogo a aquel desarrollado en las ciencias; a la belleza y la perfección en la naturaleza, el alma se desarrolla la capacidad de exaltación que se levanta de su propia finitud hasta el infinito.
En términos filosóficos la peculiaridad de su pensamiento fue la proyección de la teología católica sobre un horizonte metafísico. Para Gratry el hombre "conoce" a Dios, pero no con un conocimiento intelectual en el sentido ordinario del término, sino a partir de una relación con él, que es anterior a la inteligencia y es "constitutiva" del ser del hombre. De modo que para Gratry ser humano es ya estar en una relación originaria con Dios. Pero la conciencia de dicha relación debe desarrollarse. Y ese despertar de la conciencia de lo divino depende de lo que llamó "el sentido divino". Esta noción es una de las aportaciones principales de Gratry al pensamiento religioso. Para él, así como hay sentidos externos que permiten al hombre vincularse y conocer las realidades externas y como hay también sentidos internos que le permiten vincularse y conocerse a sí mismo, también hay un sentido divino, en el fondo del alma, que permite al hombre vincularse y reconocer a Dios en su propio interior.
Podría decirse que esa concepción es tributaria de la doctrina agustiniana del alma. Y de hecho Gratry no la desarrolla con pretensiones de originalidad sino que, reconociendo las fuentes patrísticas tanto latinas como griegas de su pensamiento, lo que pretende es recuperar para la época moderna esa conciencia metafísica inherente a la condición humana.

## Repercusión
La obra de Gratry si bien fue conocida en su entorno inmediato, es decir en la Iglesia y en la Universidad, pasó bastante desapercibida para las generaciones posteriores, tanto en la cultura europea en general como en Hispanoamérica. Probablemente sus antecedentes como opositor al dogma de la infalibilidad papal hayan contribuido a debilitar su difusión entre los católicos. Por otra parte, también haya sido ignorado por los intelectuales seculares debido a la impregnación fuertemente religiosa de su pensamiento.
Julián Marías intentó reparar esa carencia en una serie de estudios y traducciones que vieron la luz alrededor de los años cuarenta del siglo XX.

## Obras
- Catéchisme social, 1848
- Lettre à M. Vacherot, 1851
- De la connaissance de Dieu, 1855
- La Logique, 1856
- De la connaissance de l’âme, 1858 (traducción castellana de Juan Paredes, Del conocimiento del alma, Ambrogetti, Buenos Aires, 1961.
- Mois de Marie, 1859
- La Paix, 1861
- La Philosophie du Credo, 1861
- Les Sources, conseils pour conduire l'esprit, 1861-1862
- La Philosophie du credo, 1861
- Commentaire sur l'évangile de Saint Mathieu, 1863
- Crise de la Foi, 1863
- Jésus-Christ: réponse à M. Renan, 1864
- Les Sophistes et la critique, 1864
- Henri Perreyve, 1866
- Discours de réception à L’Académie, 1868
- La Morale et la loi de l'histoire, 1868
- Lettres sur la religion, 1869
- Les Sources de la régénération sociale, 1871
- Souvenirs de ma jeunesse, 1874, obra póstuma
- Meditations inédites, 1874, obra póstuma